# Sophie Evans
Sophie Evans (Szabó Zsófia) (1976, február 20., Szeged –) pornószínésznő.
Magyar származású pornósztár. Barcelona városban a Nemzetközi Erotikus Film Fesztivál keretein belül 2001-ben megnyerte a legjobb színésznő díjat. 2003-ban teljesítményével újra elvitte a pálmát ugyanitt.

## Filmjei
| - 3-Way Divas (2006) (V) - Anal Brigade (2006) (V) - Ass Angels 5 (2006) (V) - Ass Candy (2006) (V) - Blue Ribbon Butt Fucks 1 (2006) (V) - The Cream Team (2006) (V) - Private Sex Positions (2006) (V) - Sex on the Beach (2006) (V) - Vivid Girl Confidential: Tawny Roberts (2005) (V) - Anal Bandits (2005) (V) - Anal Hazard 2 (2005) (V) | - Apprentass 3 (2005) (V) - The Best by Private 66: Private Penthouse Greatest Moments 3 (2005) (V) - The Best by Private 69: Ass to Mouth (2005) (V) - Blondes Have More Anal Fun (2005) (V) - Exotic Dreams (2005) (V) - Magic Night with Art (2005) (V) - Nasty Dreams (2005) (V) - Over Anal-Yzed (2005) (V) |